# 22498 Willman
22498 Willman è un asteroide della fascia principale. Scoperto nel 1997, presenta un'orbita caratterizzata da un semiasse maggiore pari a 3,1644555 UA e da un'eccentricità di 0,1584755, inclinata di 6,99075° rispetto all'eclittica.